# Генеральный секретарь ООН
Генера́льный секрета́рь ООН — главное административное должностное лицо Организации Объединённых Наций.
Генеральный секретарь назначается Генеральной Ассамблеей ООН по рекомендации Совета Безопасности ООН. Решению Совета Безопасности обычно предшествуют неформальные обсуждения и серия рейтинговых голосований. Кроме того, любой из пяти постоянных членов Совета может при голосовании воспользоваться правом вето. В соответствии с общепринятой практикой Генерального секретаря не избирают из представителей стран — постоянных членов Совета Безопасности.
Генеральный секретарь ООН избирается на пять лет с возможным переизбранием на новый срок. Хотя нет никаких ограничений на количество пятилетних сроков, в течение которых генсек может находиться в своей должности, до сих пор никто не занимал этот пост более двух раз.
Резиденцией Генерального секретаря является здание Штаб-квартиры ООН на Тертл-Бей.

## Обязанности
Генеральный секретарь доводит до сведения Совета Безопасности информацию по проблемам, угрожающим, по его мнению, поддержанию международного мира и безопасности. Генеральный секретарь не должен получать указания от какого бы то ни было правительства или власти. Он ответственен только перед ООН.
Генеральный секретарь назначает персонал Секретариата ООН согласно правилам, устанавливаемым Генеральной Ассамблеей.

## Срок полномочий и процесс избрания
Генеральный секретарь избирается сроком на 5 лет. Рассмотрение кандидатур проходит «за закрытыми дверями» исключительно участниками Совета Безопасности. Постоянные члены СБ имеют право наложить на любую кандидатуру вето. Известно о существовании так называемого «Регионального принципа». Право окончательного решения принадлежит Генеральной Ассамблее, которая избирает Генерального секретаря путём аккламации:5.

### Принцип регионального равновесия
Во избежание узурпации власти Генеральными секретарями должны назначаться выходцы из различных регионов мира. Должность Генерального секретаря, согласно общепринятой практике, не должен занимать представитель страны, являющейся постоянным членом СБ. Единственный документ, фиксирующий региональный принцип, — это резолюция Генеральной Ассамблеи 1997 года. Как можно заключить из хронологии событий, принцип соблюдается не полностью.

### Региональные группы ООН
| Региональная группа ООН                                   | Генеральные секретари | Сроки полномочий |
| --------------------------------------------------------- | --------------------- | ---------------- |
| Группа государств Западной Европы и других государств     | 4                     | 5                |
| Группа государств Восточной Европы                        | 0                     | 0                |
| Группа государств Латинской Америки и Карибского бассейна | 1                     | 2                |
| Группа государств Азии и Тихого океана                    | 2                     | 3                |
| Группа государств Африки                                  | 2                     | 3                |

## Генеральные секретари ООН
Примечание: состоявшаяся в период с 25 апреля по 26 июня 1945 года Конференция в Сан-Франциско проходила под председательством Элджера Хисса, которому впоследствии было предъявлено обвинение в шпионаже в пользу Советского Союза.
| № | Фото | Имя                                                                       | Страна           | Региональная группа ООН | Годы полномочий                             |
| - | ---- | ------------------------------------------------------------------------- | ---------------- | ----------------------- | ------------------------------------------- |
| — |      | Глэдвин Джебб (англ. Gladwyn Jebb) (1900—1996)                            | Великобритания   | Западная Европа         | 24 октября 1945 года — 1 февраля 1946 года  |
| 1 |      | Трюгве Ли (норв. Trygve Halvdan Lie) (1896—1968)                          | Норвегия         | Западная Европа         | 1 февраля 1946 года — 10 ноября 1952 года   |
| 2 |      | Даг Хаммаршёльд (швед. Dag Hammarskjöld) (1905—1961)                      | Швеция           | Западная Европа         | 10 апреля 1953 года — 18 сентября 1961 года |
| 3 |      | У Тан (бирм. ဦးသန့်) (1909—1974)                                             | Бирма            | Азия                    | 30 ноября 1961 года — 31 декабря 1971 года  |
| 4 |      | Курт Вальдхайм (нем. Kurt Waldheim) (1918—2007)                           | Австрия          | Западная Европа         | 1 января 1972 года — 31 декабря 1981 года   |
| 5 |      | Хавьер Перес де Куэльяр (исп. Javier Pérez de Cuéllar Guerra) (1920—2020) | Перу             | Южная Америка           | 1 января 1982 года — 31 декабря 1991 года   |
| 6 |      | Бутрос Бутрос-Гали (араб. بطرس بطرس غالي‎) (1922—2016)                     | Египет           | Африка                  | 1 января 1992 года — 31 декабря 1996 года   |
| 7 |      | Кофи Аннан (англ. Kofi Annan) (1938—2018)                                 | Гана             | Африка                  | 1 января 1997 года — 31 декабря 2006 года   |
| 8 |      | Пан Ги Мун (кор. 반기문) (род. 1944)                                      | Республика Корея | Азия                    | 1 января 2007 года — 31 декабря 2016 года   |
| 9 |      | Антониу Гутерриш (порт. António Manuel de Oliveira Guterres) (род. 1949)  | Португалия       | Западная Европа         | 1 января 2017 года — действующий            |